# Liste Coburger Brücken
In der Liste Coburger Brücken sind Brücken, die in Coburg die Itz überspannen und Großbrücken mit mehr als 100 Meter Gesamtstützweite aufgeführt.
Die meisten Brückenbauwerke in Coburg, 62 Stück, sind städtisch und werden von dem Kommunalunternehmen Coburger Entsorgungs- und Baubetrieb CEB unterhalten. Die Mehrzahl sind kleinere Bauwerke, beispielsweise über die Itznebenflüsse Lauter und Ketschenbach.

## Itzbrücken
Von den 23 Brücken über die Itz sind zwei Eisenbahnüberführungsbauwerke, sechs Fußgängerstege, eine Rohrbrücke und die restlichen 14 Straßenbrücken.
| Brücke                                                              | Jahr der Eröffnung | Konstruktion | Bild |
| ------------------------------------------------------------------- | ------------------ | --- | ---- |
| Mühlenweg 50° 16′ 38,1″ N, 10° 59′ 36,5″ O                          | 1960er             | Die Brücke liegt im Zuge des Dörfles-Esbacher Mühlenweges und wurde an der Friedrichsmühle als westliche Zufahrt der ehemaligen Cortendorfer Porzellanfabrik Julius Griesbach (nach 1973 Werk der Porzellanfabrik W. Goebel) in den 1960er Jahren errichtet. Sie überführt zwei Fahrstreifen über die Itz, die hier Gemarkungsgrenze zwischen Coburg und Dörfles-Esbach bildet. Die zweifeldrige Konstruktion hat stählerne Hauptträger. |      |
| Cortendorfer Straße 50° 16′ 31,2″ N, 10° 59′ 7,4″ O                 | 1970er             | Die Brücke in der Cortendorfer Straße überführt zwei Fahrstreifen und beidseitig Gehwege. Die einfeldrige Spannbetonkonstruktion aus den 1970er Jahren hat einen fünfstegigen Plattenbalkenquerschnitt, der mit Fertigteilen hergestellt wurde. |      |
| Scheidmantel 50° 16′ 29″ N, 10° 59′ 1,5″ O                          |                    | Die stählerne Brücke verbindet als Steg die Brauerei Scheidmantel mit den ehemaligen Eisteichen hinter der Brauerei, zwischen Itz und Hahnfluss gelegen. Die Brücke wurde Anfang der 2020er Jahre durch einen Neubau ersetzt. |      |
| Rosenauer Straße 50° 16′ 27,4″ N, 10° 58′ 54,5″ O                   | 1957/1973          | Ursprünglich gab es hier eine Holzbrücke, die schließlich 1957 durch eine massive Brücke ersetzt wurde. Aber schon 1971 folgte der Abriss des zu klein gewordenen Bauwerkes und 1973 der Bau der heutigen Brücke. Die Straßenbrücke ist im Grundriss gekrümmt und kreuzt schiefwinklig die Itz. Im Jahr 2008 querten täglich 7000 Fahrzeuge das Bauwerk, das zwei Fahrstreifen und beidseitig Gehwege besitzt. Die dreifeldrige Spannbetonkonstruktion weist einen einstegigen Plattenbalkenquerschnitt und vier Pfeiler mit einem massiven Kreisquerschnitt auf. |      |
| Neudörfles 50° 16′ 22,5″ N, 10° 58′ 43,4″ O                         |                    | Die Fußgängerbrücke liegt im Landschaftspark des Gutshofes Neudörfles. Es ist eine einfeldrige Holzbalkenbrücke. Ein Itzübergang ist schon in den Messtischblättern des Preußischen Staates von 1906 verzeichnet. |      |
| Dammweg 50° 16′ 12,4″ N, 10° 58′ 21,2″ O                            | 1968               | Die einfeldrige Spannbetonbrücke entstand im Rahmen des Baus des Dammweges, der die Rosenauer Straße mit der Neustadter Straße verbindet. Das Bauwerk weist zwei Fahrstreifen und einen seitlich angeordneten Gehweg auf. Die Brücke ersetzte einen Holzsteg für Fußgänger. |      |
| Floßanger (Fußgängerbrücke) 50° 16′ 3,6″ N, 10° 58′ 2,6″ O          | 1988               | Im Rahmen der Hochwasserfreilegung des Abschnittes Dammweg bis Heiligkreuzbrücke von 1986 bis 1988 wurde die gedeckte, einfeldrige Holzfachwerkbrücke mit 17,2 Meter Spannweite errichtet. |      |
| Heiligkreuzbrücke 50° 15′ 55,4″ N, 10° 57′ 54,2″ O                  | 1398/1956          | Die Handelsstraße nach Thüringen nutzte im Mittelalter an der Stelle der heutigen Brücke eine Furt durch die Itz. Dort entstand in den Jahren 1401 bis 1407 zur Verehrung einer Heilig-Kreuz-Reliquie eine größere Kapelle, die spätere Heilig-Kreuz-Kirche. Zusätzlich wurde 1398 ein Holzsteg errichtet. 1465 folgte als Ersatzbauwerk die erste Steinbrücke Coburgs, die 1552 ein Hochwasser zerstörte. Der Wiederaufbau war 1555 abgeschlossen. Unter Herzog Casimir folgte 1618 der Bau einer Bogenbrücke mit vier Öffnungen. Das Hochwasser mit Eisgang im Februar 1784 beschädigte die Brücke schwer. 1861 wurde die Brücke um zwei Bürgersteige verbreitert, außerdem die Montage von eisernen Geländern als Absturzsicherung durchgeführt. Wachsender Straßenverkehr ließ eine weitere Verbreiterung auf 9 Meter im Jahr 1893 folgen. 1952 wurde für die Fußgänger ein Notsteg errichtet bis schließlich die heutige Brücke im Mai 1956 dem Verkehr übergeben wurde. Es ist eine dreifeldrige Stahlbetonkonstruktion. 12.000 Fahrzeuge passieren täglich das Bauwerk. Das etwa 40 Meter lange und 16 Meter breite Bauwerk weist drei Fahrstreifen und beidseitig Gehwege auf. |      |
| Hohenlohebrücke (Bahnhofbrücke) 50° 15′ 48,8″ N, 10° 57′ 47,8″ O    | 1860/1959          | Neben einer Furt entstand beim sogenannten Augustenstift der Lange Steg, der schon im Jahr 1670 erwähnt wurde. Hochwasser und Eisgang zerstörten öfters das hölzerne Bauwerk. Mit dem Ausbau der Bahnhofstraße zum Anschluss der Stadt an den Bahnhof wurde 1860/61 eine rund 18 Meter lange und 7 Meter breite Brücke über die Itz errichtet. Die über der Fahrbahn, seitlich angeordneten eisernen Gitterfachwerkträger lieferte die Erfurter Maschinenfabrik Christian Hagans. Durch eine starke Verkehrszunahme erwies sich das Bauwerk als schwingungsempfindlich und der Holzbohlenbelag als unterhaltsaufwändig. Das führte am Anfang des 20. Jahrhunderts zu einem Neubau. Der Coburger Stadtbaumeister Ehrich entwarf die Balkenbrücke, die zwei seitlich angeordnete eiserne Fachwerkträger mit gekrümmtem Obergurten und untenliegender Fahrbahn aufwies. Die Firma Louis Eilers aus Hannover lieferte die Fachwerkträger, das Bauunternehmen von Carl Otto Leheis erhielt den Auftrag für die Unterbauten. Am 19. Oktober 1901 war die Einweihung des Ersatzbauwerkes durch den Namensgeber, den damaligen Regenten Ernst zu Hohenlohe-Langenburg. Im Rahmen der Asphaltierung der Bahnhofstraße wurde die Brücke 1912 um 60 Zentimeter angehoben. Im Jahr 1959 wurde die nicht mehr ausreichend tragfähige Brücke durch einen Neubau ersetzt. Die rund 23 Meter lange und 15 Meter breite Stahlbetonrahmenbrücke überspannt die Itz in einem schiefen Winkel. In der Mitte ist eine 9 Meter breite Fahrbahn und beidseitig 3 Meter breite Gehwege vorhanden. Das Bauwerk weist drei Fahrstreifen und beidseitig Gehwege auf. |      |
| Mohrenbrücke 50° 15′ 43,6″ N, 10° 57′ 39,8″ O                       | 1876/1928          | Im Rahmen der westlichen Stadterweiterung entstand in der zweiten Hälfte des 19. Jahrhunderts die Mohrenstraße und 1876 die Mohrenbrücke als Itzübergang. Es war eine Gitterträgerbrücke mit zwei seitlich angeordneten Fachwerkträgern, parallelen Obergurten und untenliegender Fahrbahn. Eine Verbreiterung folgte 1904. 1927 errichtete der Baumeister Paul Schaarschmidt im Auftrag der Stadt, nach einer Planung des Münchner Ingenieurbüros Streck & Zenß in Zusammenarbeit mit dem Münchner Architekten Prof. Jäger, eine neue Brücke, die im Mai 1928 dem Verkehr übergeben wurde. Sie überspannt mit einer Öffnung die Itz mit einer Stützweite von 21 Metern und einer Gesamtbreite von 15 Metern, von denen zehn Meter auf die Fahrbahn entfallen. Die erste Coburger Stahlbetonbrücke besteht aus vier nebeneinander angeordneten Rahmen, die unten wie flache Korbbögen gekrümmt sind. Die beidseitigen Gehwege werden durch massive Brüstungen begrenzt. Am westlichen Brückenende steht flussaufwärts ein eingeschossiger Kiosk mit einem flachen Satteldach. Dieser beherbergte früher unter anderem eine Milch-Trinkhalle, später einen Obst- und Gemüseladen. Flussabwärts ist eine Brückenfigur angeordnet. Die Aktfigur einer Frau wurde von Edmund Meusel geschaffen und blickt in die Itz. |      |
| Alexandrinenbrücke 50° 15′ 36,8″ N, 10° 57′ 33,6″ O                 | 1980               | Die zweifeldrige Plattenbalkenbrücke aus Spannbeton wurde 1980 dem Verkehr übergeben. Die Brücke weist vier Fahrstreifen sowie beidseitig Gehwege auf. Das Bauwerk wurde im Rahmen des Baus der Westtangente errichtet. Dazu wurde die östlich gelegene Schwimmhalle des Ernst-Alexandrinen-Volksbades abgerissen. |      |
| Judenbrücke 50° 15′ 33,8″ N, 10° 57′ 31,4″ O                        | 1470/1783          | Die Judenbrücke ist eine gemauerte Bogenbrücke, die mit drei Öffnungen die Itz überspannt. Das heutige Bauwerk wurde 1783 an der engsten Stelle der Itz als Ersatz für eine Holzbrücke errichtet. Die Baumaßnahme führten der Holzbaumeister Johann Michael Roeder und der Steinbaumeister Meier durch. In den folgenden Jahrhunderten erfuhr das Bauwerk mehrere Umbaumaßnahmen zur Verstärkung der Konstruktion und dient heut noch als Straßenbrücke für den Anliegerverkehr. |      |
| 50° 15′ 29″ N, 10° 57′ 33″ O                                        | 2021               | Der Fußgängersteg wurde im Rahmen einer Neubebauung des Sonntagsanger im Juni 2021 zur Verbindung mit dem Mühldamm errichtet. Die Konstruktion der Trogbrücke besitzt beidseitig stählerne Fachwerkträger. Die Brücke ist 23 Meter lang und 18 Tonnen schwer. Die Brücke schenkte der Bauherr des Quartiers am Sonntagsanger der Stadt. |      |
| Brockardt-Brücke 50° 15′ 23,6″ N, 10° 57′ 33,4″ O                   | 1891               | Die Brockardt-Brücke ist ein Fußgängersteg aus Eisenfachwerk. Das Bauwerk wurde von der Stuttgarter Firma Christian Leins für den Coburger Baumeister Bernhard Brockardt als Privatsteg errichtet und 1933 an die Stadt Coburg abgetreten. Die Konstruktion der Trogbrücke besitzt beidseitig eiserne Fachwerkträger mit genieteten diagonalen Winkelprofilen und horizontalen T-Profilen. Die Brücke ist 22,15 Meter lang und insgesamt vier Meter breit. Die Durchfahrtsbreite beträgt 2,82 Meter. 2014 wurde das Bauwerk saniert. Dabei wurde der Holzbohlenbelag durch Stahlplatten ersetzt und durch Verstärkungsmaßnahmen die Brückenmasse von 13,5 auf 15 Tonnen erhöht. |      |
| Frankenbrücke 50° 15′ 15,5″ N, 10° 57′ 35,5″ O                      | 1993               | Die Plattenbalkenbrücke aus Spannbeton überspannt am Hofbräuhaus die Itz, die Werrabahn sowie die Bundesstraße 4. Die Hauptbrücke mit vier Fahrstreifen und beidseitigen Gehwegen besitzt eine Gesamtstützweite von 178,99 Meter. Die Stützweiten der fünf Felder betragen 37,48 Meter, 29,16 Meter, 29,16 Meter, 33,79 Meter und 49,40 Meter. Die beiden Rampenbrücken parallel zur Bundesstraße weisen drei Felder mit einer Gesamtstützweite von 78,95 Metern beziehungsweise vier Felder mit einer Gesamtstützweite von 103,96 Metern auf. |      |
| Ketschenbrücke (Schlachthofbrücke) 50° 15′ 14,9″ N, 10° 57′ 35,5″ O | 1405/1958          | Die Brücke überspannt am Coburger Schlachthof die Itz. Erstmals wurde 1405 eine „Eichenbrücke“ erwähnt. Die Holzkonstruktion wurde auch „eichene Brücke“ genannt. Im Jahr 1780 folgte eine Steinbrücke. Baumaterialien waren vor allem Sandsteine der Stadtmauer. Im November 1901 folgte eine neue eiserne Fachwerkbrücke mit zwei seitlich angeordneten Fachwerkträgern und untenliegender Fahrbahn. Ende 1958 wurde die Brücke von 1901 durch eine Stahlbetonrahmenbrücke ersetzt. Das rund 21 Meter lange und 16 Meter breite Bauwerk überspannt die Itz in etwa 5 Meter Höhe in einem schiefen Winkel. In der Mitte ist eine 9 Meter breite Fahrbahn vorhanden, außerdem beidseitig Gehwege. Ursprünglich waren beide Gehwege 3,5 Meter breit. Im Rahmen des Baus der benachbarten Frankenbrücke wurde dann die flussaufwärts liegende Kragplatte mit dem Gehweg auf etwa 1 Meter Breite reduziert. |      |
| Schlachthof 50° 15′ 10,9″ N, 10° 57′ 35,4″ O                        |                    | Die stählerne Rohrbrücke diente der Versorgung des Coburger Schlachthofes. Im Jahr 2021 wurde sie abgebaut und durch eine Fachwerkbrücke für Fernwärmeleitungen ersetzt. |      |
| SÜC-Brücke 50° 15′ 7,1″ N, 10° 57′ 36,1″ O                          | 1950               | Schon 1907 war nach dem Neubau des Güterbahnhofes ein Gleisanschluss mit einer Itzbrücke für das städtische Gaswerk in der Uferstraße geplant worden. Der Anschluss kam jedoch erst 1950 zur Ausführung und vereinfachte die Versorgung des Gaswerkes mit Kohle. Die Bedienung der Strecke erfolgte über eine werkseigene Diesellokomotive. 1990 wurde der Anschluss zurückgebaut, die Brücke blieb erhalten. Im Bereich der Itzbrücke ist die Bahntrasse im Grundriss gekrümmt, wobei die Brücke eine gerade Konstruktion hat. |      |
| Ernst-Faber-Brücke 50° 14′ 52″ N, 10° 57′ 49″ O                     | 2017               | Im Jahr 2017 wurde die Ernst-Faber-Brücke errichtet. Die 2,7 Millionen Euro teure Straßenbrücke dient der Erschließung des ehemaligen Güterbahnhofgeländes. Die Spannbetonbrücke ist 15,5 Meter breit und hat eine Stützweite von etwa 26 Metern. Die Gründung der beiden Widerlager ruht auf 17 Bohrpfählen. |      |
| Brosesteg 50° 14′ 50,7″ N, 10° 57′ 49,4″ O                          | 2011               | Im November 2011 wurde der Brosesteg durch das Unternehmen Brose Fahrzeugteile errichtet. Der Fußgängersteg verband das Werk 2 mit dem Gelände des ehemaligen Güterbahnhofs, auf dem das Unternehmen Parkplätze für seine Mitarbeiter eingerichtet hatte. Die Brücke hatte eine Stützweite von rund 30,5 Metern und eine Deckbreite von 2,2 Metern. Nach der Inbetriebnahme der Ernst-Faber-Brücke wurde die Behelfsbrücke, eine sogenannte Bailey-Brücke, im Jahr 2018 zurückgebaut. |      |
| Schafsteg 50° 14′ 34,5″ N, 10° 58′ 3,4″ O                           | 1431/1902          | Der Schafsteg führt im Zuge der Wassergasse von Ketschendorf Richtung Ahorn über die Itz. Das Bauwerk ersetzt eine alte Furt. Ein hölzerner Steg, der Ketschensteg, ist für das Jahr 1431 dokumentiert. 1725 wurde die Fußgängerbrücke als Schafsteg bezeichnet. Am 1. März 1830 zerstörte ein Hochwasser das Bauwerk. Im Zuge des Ausbaus der heutigen Wassergasse zu einem Promenadenweg, den Herzog Ernst I. veranlasste, wurde 1836 eine neue, befahrbare Schafstegbrücke errichtet. Es war eine Bogenbrücke aus Sandsteinmauerwerk, die eine große Öffnung sowie auf der linken Seite zwei kleine Flutöffnungen aufwies. Das Bauwerk kostete 1136 Gulden und 38 Kreuzer. Am 28. Februar 1900 stürzte die Brücke aufgrund von Bauschäden ein. 1901 folgte der Neubau einer eisernen Balkenbrücke, der am 1. Februar 1902 dem Verkehr übergeben wurde. Das Hochwasser vom 5. Februar 1909 unterspülte die Brückenfundamente und verursachte einen Teileinsturz. Bei Kosten von 20.000 DM wurde die Brücke im Rahmen der Reparatur um einen halben Meter höher angeordnet sowie um zwei Flutdurchlässe am östlichen Ufer ergänzt. Das Bauwerk war für Fahrzeuge mit neun Tonnen Masse zugelassen. 1964 folgte für 70.000 DM der Einbau einer Stahlbetonfahrbahnplatte um die Tragfähigkeit auf 16 Tonnen zu erhöhen. Seitdem weist der Schafsteg eine 5 Meter breite Fahrbahn sowie beidseitige, schmale Bürgersteige auf. Die 19,2 Meter lange Hauptöffnung wird mit zwei seitlich angeordneten Stahlfachwerkträgern mit gekrümmtem Obergurten und untenliegender Fahrbahn überspannt. Die Flutöffnungen überbrückt eine Stahlbetonplatte mit Stützweiten von 5,8 Meter und 5,92 Meter und dem Durchlaufträger als Bauwerkssystem in Längsrichtung. |      |
| Itzbrücke der Werrabahn 50° 14′ 33″ N, 10° 58′ 3,5″ O               | 1858/1911          | Das Eisenbahnüberführungsbauwerk bei Streckenkilometer 132,50 stammt aus dem Jahr 1927. Es entstand ursprünglich 1858 und wurde 1911 im Rahmen des zweigleisigen Streckenausbaus zwischen Creidlitz und dem Güterbahnhof verbreitert. Die 51 Meter lange Gewölbereihenbrücke weist drei Öffnungen auf. |      |
| Itzbrücke der Bundesstraße 4 50° 14′ 31,7″ N, 10° 58′ 3,4″ O        | 1960               | Die dreifeldrige, 54 Meter lange Plattenbrücke aus Spannbeton entstand im Rahmen des Baus der Westumfahrung der Coburger Innenstadt Anfang der 1960er Jahre. Sie überführt zwei Fahrstreifen der Bundesstraße 4. |      |

## Großbrücken
In Coburg gibt es im Zusammenhang mit der Bundesstraße 4 drei Brücken mit einer Gesamtstützweite von mehr als 100 Metern. Neben der Frankenbrücken, die die Itz überspannt, sind das die Südzufahrt Coburg und die Brücke Callenberg. Außerdem steht im Stadtteil Seidmannsdorf ein langes Eisenbahnüberführungsbauwerk, die Kiengrundbrücke.

### Straßenbrücken
| Brücke                                            | Jahr der Eröffnung | Konstruktion | Bild |
| ------------------------------------------------- | ------------------ | --- | ---- |
| Südzufahrt Coburg 50° 14′ 28,7″ N, 10° 58′ 16″ O  | 1970               | Das Rampenbauwerk im Zuge der Bamberger Straße weist in jeder Fahrtrichtung einen Fahrstreifen auf und verbindet die Bundesstraße 4 mit dem Süden Coburgs. Dazu überspannt die Spannbetonbrücke die Gleise der Werrabahn und mit der westlichen Rampe, Fahrtrichtung Bamberg, auch die Bundesstraße. Dieser Brückenteil ist 163,4 Meter lang, bei vier Feldern mit Stützweiten von 22,1 Meter und drei Feldern mit 25 Meter. Die östliche Rampe mit der Fahrtrichtung Coburg ist 88,4 Meter lang und besitzt vier Felder mit Stützweiten von 22,1 Meter.                                                                                        |      |
| Brücke Callenberg 50° 16′ 2,9″ N, 10° 57′ 21,5″ O | 1981               | Das Bauwerk überführt die Bundesstraße 4 mit jeweils zwei Fahrstreifen je Fahrtrichtung und liegt im Zuge der Adamisstraße. Die Brücke überspannt im schiefen Winkel die Lauter und die Callenberger Straße. Die Balkenbrücke aus Spannbeton weist einen östlichen Überbau mit zwei Feldern von jeweils 56,6 Meter Stützweite auf sowie einen westlichen Überbau mit drei Öffnungen und Stützweiten von 55,27 Meter, 57,56 Meter und 29,6 Meter, was eine Gesamtstützweite von 142,43 Metern ergibt. Die Konstruktionshöhe beträgt einheitlich 2,0 Meter. Die massiven Mittelpfeiler besitzen einen Kreisquerschnitt mit 2,0 Meter Durchmesser. |      |

### Eisenbahnbrücke
| Brücke                                          | Jahr der Fertigstellung | Konstruktion | Bild |
| ----------------------------------------------- | ----------------------- | --- | ---- |
| Kiengrundbrücke 50° 14′ 51,1″ N, 11° 0′ 55,2″ O | 2013                    | Die Brücke der Schnellfahrstrecke Nürnberg–Erfurt überspannt in etwa 12 Meter Höhe den Kiengrund. Das 108 Meter lange Bauwerk ist eine Einfeldträgerkette und besteht aus vier getrennten Spannbetonüberbauten. Die Träger haben einen einstegigen Plattenbalkenquerschnitt und Stützweiten von 24 Metern bei den Endfeldern sowie 30 Metern bei den Innenfeldern. |      |